# Norra triangeln
Norra triangeln är ett stort område av väglöst land i Sveriges nordligaste spets som i princip är obebott. Området ligger i Jukkasjärvi och Karesuando församlingar, Kiruna kommun och avgränsas av landgränserna mot Norge och Finland. I triangelns norra spets ligger Treriksröset.